# Спиридонов, Виктор Алексеевич
Ви́ктор Алексе́евич Спиридо́нов (5 июля 1937, деревня Шмойлово, Ленинградская область — 21 апреля 2015, Санкт-Петербург) — советский футболист, защитник. Мастер спорта СССР (1959).
В 1957 году Спиридонов, будучи студентом ЛТИ, дебютировал в классе «Б» первенства СССР в составе «Буревестника». Через два года перешёл в «Адмиралтеец». В 1962—1965 годах в составе «Зенита» сыграл в чемпионате 91 игру, забил 4 гола.
Полуфиналист Кубка СССР 1961.
После завершения карьеры работал в Технологическом институте, стал кандидатом химических наук. Работал в федерациях футбола Северо-Запада и Петербурга, был главным специалистом по футболу в Спорткомитете города.
Умер 21 апреля 2015 года.